# Уакра
 Тази статия е за града в Катар.  За общината вижте Уакра (община).  
Уакра (на арабски: الوكرة) е град-община на Персийския залив в югоизточната част на Катар. Първоначално е бил малко рибарско селище. През годините той се превръща в малък град с население от над 80 000 души и в момента се счита за втория по големина град в Катар. Има население 87 970 жители (2015).
Общината граничи със следните общини:
- Доха – на север (със столицата Доха),
- Райян – на северозапад,
- Джа́риян ал-Ба́тна – на запад и юг,
- Меса́йед – на югоизток (заема почти цялото крайбрежие от червената област на картата).

Градът е бивша столица на Катар. Известен е с развитата си риболовна промишленост. Планира се пристанището на Доха да бъде преместено южно от гр. Уакра.
Тук се намира стадион „Уакра“, където играе футболният отбор „Ал-Уакра“ на едноименния спортен клуб.

## Етимология
Името на града произлиза от арабската дума "wakar", което се превежда като "птиче гнездо". Според Министерството на общината и околната среда това име е дадено във връзка с близкия хълм (вероятно Джебел Ал Уакра), който е приютил гнездата на няколко вида птици. 

## История

### Преди независимостта на Катар
Поради множество археологически доказателства се твърди, че Ал Уакра е служил като първия градски център на Катар. Градът исторически е бил използван като център за перлена индустрия през периода, в който икономиката на Катар е почти изцяло зависима от оживената индустрия за перли. Според хидрографската служба на Съединените щати до 1920 г. в града има около 300 кораба. Следващо проучване, проведено от британците през 1925 г., посочва, че в пристанището на Уакра има 250 лодки. Смятало се, че Ал Уакра обхваща така наречения „Пиратски бряг“, както се посочва в доклад, написан през 1898 г.

### Управление на Ал Халифа (1783–1868)
Според записи, съдържащи се в Службата на библиотеката на Британска Индия, писмен отчет от 1845 г. гласи, че градът е имал 250 къщи и население от приблизително 1000 души. Твърди се, че се намира на 10 мили от едно от тогавашните села за добив на бисери в Катар, Ал Бида. В записите се посочва също, че първоначалните жители на града са били мигранти от Ал Бида. Ал Уакра е описан като „независим от Бида и други градове; и като процъфтяващ и по-привлекателен на външен вид от Бида“.
През 1863 г. бахрейнският владетел Мохамед бин Халифа изпраща своя братовчед Мохамед бин Ахмед да действа като заместник-емир на Катар. Скоро той е принуден от катарците да се върне в Бахрейн, след като арестува и депортира владетеля на Ал Уакра. През 1867 г. Бахрейн започва война срещу Катар, след като племето Наим побеждава армията на Бахрейн, разположена на полуострова. Те успяват да спечелят подкрепа от Абу Даби, тъй като Доха и Ал Уакра отдавна са били пристанища за убежище за оманските отцепници. Британски запис се посочва, че градовете Доха и Уакра са били в края на 1867 г. временно изтрити от картата, къщите са били демонтирани, а жителите депортирани“.

### Османско владичество (1871–1916)
Почти веднага след като Катар се поддава на османския контрол, майор Йомер бей съставя доклад за големите градове на полуострова. Статията, публикувана през януари 1872 г., отразява обезлюдяването на Ал Уакра в резултат на войната, като оценява оскъдното население от 400 души, докато флотът на града е приблизително 50 кораба. Британско проучване, проведено в района през 1890 г., твърди, че градът, все още страдащ от последиците от войната от 1867 г., е бил възстановен. Геодезисти посочват, че Ал Уакра има 12 крепости, най-малко 1000 жители и няколко лодки. Джебел Ал Вакра, 85-футов скалист хълм, е забелязан на 1 миля южно от града.
През 1885 г. група от 100 местни жители на Ал Уакра от племената Ал-Буайнайн и Ал-Джехран напускат града и се установяват в Ал Гария, поради спор с шейх Джасим бин Мохамед Ал Тани. Свикана е среща между шейх Джасим и Мохамед бин Абдул Уахаб и дискусията е опосредствана от османски командир на разположена в Ал Бида. Предложението на османския командир коалицията да бъде оставена на мира вбесява шейх Джасим. Това подтиква племената, лоялни на шейх Джасим, да атакуват Ал Гария, но те са били победени, като племето Бани Хаджр претърпява няколко жертви. 
В края на 1902 г. османците настаняват османски административни служители в Ал Уакра и Зубара в опит да утвърдят своята власт. Това е в допълнение към вече съществуващите османски административни служители в Доха. През пролетта на 1903 г. за Мудир на Ал Уакра е назначен османският Юсуф Бей. Поради недоволството на британците, назначението на Юсуф Бей е краткотрайно и по-късно той е призован да действа като помощник Каймакам на Катар. Шейх Абдулрахман бин Джасим Ал Тани е назначен за Мудир от османците на мястото на Юсуф бей същата година. Това предизвика нови протести от страна на британското правителство, което отказа на османците да назначават административни служители в Катар. През ноември 1904 г. османците премахнаха напълно административните служители след допълнително настояване на британците.
От декември 1907 г. има поредица от спорове между губернатора шейх Абдулрахман и племето Ал-Буайнайн. Племето Ал-Буайнайн се противопоставя на плащането на годишния данък върху лодките и в отмъщение шейхът глобява племето с 10 000 катарски риала и изгонва 6-ма от лидерите на племето. Като възмездие един от синовете на лидера на племето се опитва да застреля шейх Абдулрахман. Опитът му е бил осуетен и той беше затворен; по-късно обаче той е получил прошка и освободен в замяна на плащането на данъка.  По-късно племето Ал-Буайнайн изпраща пратеник, Ахмед бин Хатер, при османците в Басра и иска да бъде издигнат военен гарнизон в Ал Уакра. Пратеникът се връща с две писма от османците, адресирани до Джасим бин Мохамед. Две седмици по-късно племето Ал-Буайнайн се обръща към Мутасариф от Ал-Хаса, Махир паша. Това засилва напрежението между британците и османците, поради вярата на британците, че това е предоставило свобода на османците да упражняват повече власт над Катарския полуостров.

### Британски протекторат (1916–1971)
Британско проучване, проведено през 1925 г., разказва за Ал Уакра в изчерпателни подробности. Що се отнася до инфраструктурата и границите, то твърди, че повечето къщи в Уакра са направени от кал и камък, тъй като не са били налични други строителни материали. Първоначално градът е образувал компактен блок, но през години на около 800 ярда на север изниква обособен квартал, известен като Румайла. По време на преброяването е имал 8000 жители, като 2000 души принадлежат към племето Ал-Буайнайн, 1500 от племето Ал-Хувала, 850 от племето Ал-Хулайфат, 1000 са африканци и 2000 са африкански роби. Други етнически групи и племена съставлявали останалите 650 жители. Племената Ал-Хулайфат и Ал-Маид са описани като единствени жители на квартал Румайла. Докладът също така описва жителите на Ал Уакра като предимно гмуркачи на бисери, моряци и рибари. Освен това доклада съобщава, че в Уакра има пазар със 75 магазина.

### Публикуване на декларация за независимост
След като Катар печели своята независимост през 1971 г., шейх Халифа бин Хамад Ал Тани поема контрола върху новосъздадената държава през февруари 1972 г. Една от основните му политики е била децентрализацията на жилищните и големите инфраструктурни проекти на Катар. За да насърчи растежа извън Доха, през 1972 г. той нарежда изграждането на пристанище и канал за подход в Ал Уакра.  План за градско развитие е приет в Ал Уакра през 2008 г. Най-забележителните характеристики на този план са развитието на плажа Ал Уакра, развитието на центъра на града и разширяването на южната част на града. Основната цел на плана е да се подобри инфраструктурата, за да се настанят повече от 600 000 жители.
Плановете на новия стадион, който се очаква да бъде построен за Световното първенство по футбол през 2022 г., предизвикаха значителен интерес в интернет, след като бяха пуснати в средата на ноември 2013 г., заради красивата си форма и оцветяване.

## География
Разположен край Персийския залив, Уакра е на около 15 км (9,3 мили) южно от столицата Доха, 72 км (45 мили) южно от Ал Хор, 21 км (13 мили) северно от Месаийд, 36 км ( 22 мили) югоизточно от Ум Салал Мохамед и 100 km (62 мили) югоизточно от Духан. Приблизително 112 хектара (280 акра) мангрови гори се намират точно до брега на Ал Уакра.
В проучване на крайбрежните води на Ал Уакра от 2010 г., проведено от статистическия орган на Катар, е установено, че средната им дълбочина е 2,25 метра, а средното pH е 7,95. Освен това водите са имали соленост от 49,14 psu, средна температура от 22,78 °C и 6,6 mg/L разтворен кислород.

## Климат
Подобно на други градове в Катар, Ал Уакра има мека средна температура през януари, февруари, март, ноември и декември. Летният сезон е през април, май, юни, юли, август, септември, октомври и ноември. Ал Уакра има сухи периоди през януари, февруари, март, април, май, юни, юли и август. Средно най-топлият месец е юли, а най-хладният месец януари. 

## Демографски данни
Според преброяването от 2010 г. градът се състои от 8436 жилищни единици  и 796 заведения. В града живеят 79 457 души, от които 75% мъже и 25% жени. От 79 457 жители 81% са на възраст 20 и повече години, а 19% са на възраст под 20 години. Коефициентът на грамотност е 98,4%. 

Заетите лица съставляват 73% от общото население. Жените представляват 12% от работещото население, докато мъжете представляват 88% от работещото население. 